# シュヴァリエ -月の姫と竜の騎士-
『シュヴァリエ　～月の姫と竜の騎士～』（つきのひめとりゅうのきし）は、ファイブエニーから携帯電話キャリアの公式サイトとして配信されている恋愛アドベンチャーゲーム。乙女ゲームにも該当する。

## 概要
2009年3月にiアプリ配信開始。同4月にS!アプリ配信開始。同9月にEZアプリ配信開始。アプリを起動してシナリオをダウンロードしてプレイする。一部のアプリを除き1日1話のプレイ制限（次のシナリオまで20時間の制限）があるが、従量課金によって制限なく読み進めることもできる。

## ストーリー
17歳の誕生日を迎えた月の王国ルナティアの姫である主人公・セレスティは、誕生日の式典で自分だけの騎士「シュヴァリエ」を選び、やがてそのシュヴァリエと共に、王国に訪れる過酷な運命に立ち向かっていく。

## 登場人物

### メインキャラクター
セレスティ・ロア・ルナティア
17歳　身長156cm　体重44kg　好きな食べ物/リンゴのパイ包み焼き・ディオの手料理
主人公（名前変更可）。国民に慕われているお転婆なお姫様。
サクヤ・ジングウジ
21歳　身長182cm　体重75kg　好きな食べ物/焼きおにぎり
故郷である東の異国を捨て、やって来た来訪者。王国随一の剣の使い手。寡黙な青年。
クラーリィ・ルブラン
24歳　身長178cm　体重70kg　好きな食べ物/果物・紅茶
剣や魔法、智謀に長けた王国の将軍。国王の右腕で、主人公の学問の師でもある。
フラン・ナインハルト
18歳　身長172cm　体重61kg　好きな食べ物/ドリア
最年少で将軍位に上り詰めた天才児。主人公の幼馴染だが、今は疎遠になっている。
ディオ・ロメール
25歳　身長180cm　体重71kg　好きな食べ物/特になし
国王直属の近衛騎士。人望もあり、部下や民衆から信頼されている。

### サブキャラクター
ルーテシア
16歳　身長160cm　体重52kg　好きな食べ物/特になし
シュヴァリエを選ぶ式典前日に出会ったミステリアスな少年。
シュヴァルツ・フォン・ガーディン
竜帝国ガーディン49代目竜帝。「戦場の魔人」の異名を持つ。ヒロインに求婚するが、真の目的は不明。
アデリシア
竜帝に仕える女騎士。竜帝からの信頼は厚い。

## 関連商品

### ドラマCD
- 『シュヴァリエ 〜月の姫と竜の騎士〜』vol.1～vol.2
- 発売日：2009年10月7日（vol.1）・2009年11月25日（vol.2）
- 価格：3,240円（税込）
- 登場人物：サクヤ（声：中村悠一）、クラーリィ（声：小野大輔）、フラン（声：吉野裕行）、ディオ（声：杉田智和）、セレスティ（声：野川さくら）